# Густав Валле
Густав Валле (нім. Gustav Walle; 2 вересня 1915 — 29 вересня 1970, Бад-Грененбах) — німецький офіцер, майор вермахту. Кавалер Лицарського хреста Залізного хреста.

## Біографія
Валле відзначився у бою 14-15 квітня 1945 року, коли його батальйон атакували численні британські танки. Він знищив 9 танків, за що був нагороджений Лицарським хрестом Залізного хреста. Разом із Валле 8 травня 1945 року Лицарський хрест Залізного хреста отримали ще 2 учасники бою — обер-єфрейтор Непомук Штюцле, який знищив 7 танків, і лейтенант резерву Фрідріх Андінг, який знищив 6 танків і 5 бронетранспортерів.

## Нагороди
- Залізний хрест 2-го і 1-го класу
- Німецький хрест в золоті (13 травня 1943) — як гауптман (капітан) 3-го батальйону фузілерного полку «Велика Німеччина».
- 5 нарукавних знаків «За знищений танк» (1 знак 1-го ступеня і 4 знаки 2-го ступеня) — всі знаки отримані у квітня 1945 року за 9 знищених 14-15 квітня британських танків.
- Лицарський хрест Залізного хреста (8 травня 1945) — як обер-єфрейтор протитанкового дивізіону «Велика Німеччина» панцергренадерської дивізії «Велика Німеччина».